# Georges Prieur
Pour les articles homonymes, voir Prieur.
Georges Prieur (état-civil inconnu) est un acteur français de théâtre et de cinéma actif des années 1900 aux années 1930.

## Biographie
Malgré une présence sur scène et sur les écrans pendant plus de 30 ans, on ne sait pratiquement rien de Georges Prieur sinon qu'il serait d'origine bretonne.
Apparu sur les scènes de théâtre dès 1907, la carrière de Georges Prieur comme acteur au cinéma est limitée aux années 1930, période au cours de laquelle il a participé à une quarantaine de films où il était surtout cantonné dans des rôles d'aristocrates ou de militaires.
Entre la fin de la première guerre mondiale et le début des années 1930, son nom disparaît des rubriques artistiques des journaux de l'époque sans qu'on en connaisse la raison. On ignore donc ce qu'il est devenu pendant toute cette période avant qu'il ne réapparaisse à partir de 1932 sur les scènes de théâtre et de faire ses premiers pas sur les plateaux de cinéma du début du parlant. Dans les quelques rares articles qui lui sont consacrés à l'époque, il n'est d'ailleurs fait aucune allusion à ces douze années de parenthèse dans sa carrière artistique.
On perd définitivement sa trace après la sortie de son dernier film Le monde tremblera en mai 1939. Il résidait alors 
au 2, square Gabriel-Fauré dans le 17e arrondissement de Paris. Né vraisemblablement vers 1880, il devait avoir une soixantaine d'années à l'époque.

## Carrière au théâtre
- 1907 : Les Poèmes de la Rose, causerie d'Auguste Dorchain, au théâtre des Arts (4 décembre)
- 1909 : En camarades, pièce en deux actes de Colette, à la Comédie-Royale (20 janvier) : le Gosse
- 1909 : Le Fétiche, pièce en un acte d'Eddy Levis et Berthe Dangennes, au Tréteau-Royal (20 avril)[6]
- 1909 : Master Tom, ou l'Étalon, comédie en un acte de Pierre Chaine, José de Bérys et Harry Whist, au Tréteau-Royal (1er mai) : le vicomte de Vouvray
- 1909 : Les Bâillonnés, comédie dramatique en trois actes de Jacques Terni, au théâtre des Arts (juin) : Robert Vernet
- 1910 : Le Conflit, pièce en 2 actes et 3 tableaux d'Henry Donaver, au Nouveau Théâtre d'Art (février) : Régis Ménard
- 1910 : Le Marchand de bonheur, comédie en 3 actes d'Henry Kistemaeckers fils, au théâtre de Rennes (13 décembre), au théâtre de La Rochelle (22 décembre), à l'Opéra municipal de Nîmes (27 décembre) puis au Casino municipal de Menton en janvier 1911 (tournée Charles Barret) : Barroy
- 1911 : Mon ami Teddy, comédie en 3 actes d'André Rivoire et Lucien Besnard, au Casino municipal de Nice (26 janvier) puis au Théâtre d'Avignon (6 février) et au théâtre de Bourges le 18 février 1911 (tournée Charles Baret) : Bertin
- 1911 : L'Amour vainqueur, pièce en un acte en vers, texte et musique de scène de la baronne Fauqueux, au Théâtre Marigny (23 juin) : Jasmin
- 1911 : Le Ton de Paris, ou les Amants de bonne compagnie, comédie en prose d'Armand-Louis de Gontaut Biron, au Cercle des Escholiers (18 novembre) : le comte de Marsal
- 1911 : Le Demi-monde, comédie en 5 actes d'Alexandre Dumas fils, au Kursaal de Lille (décembre)
- 1912 : Les Petits, pièce en 3 actes de Lucien Népoty, au théâtre Lumen de Lausanne (octobre) puis au théâtre de Bourg-en-Bresse en novembre (tournée Charles Baret) : Richard Burdan
- 1913 : L'Etat second, pièce en trois actes de François de Nion, au Cercle des Escholiers (26 avril) : Gaston[7]
- 1913 : Samson, pièce en quatre actes d'Henri Bernstein, au théâtre du Gymnase (18 novembre) : Glorieux
- 1914 : Louis II de Bavière, drame en 3 actes de Loïs Cendré, au théâtre Malakoff (22 juin) : Louis II de Bavière[8]
- 1932 : Au-delà du baiser, comédie dramatique en trois actes de Claude Dazil, au théâtre des Arts (8 janvier) : le confident
- 1932 : Abracadabra, pièce en trois actes de Curt Goetz, adaptation française d'André Mauprey et Ninon Steinhof, au théâtre des Arts (17 mai) : le procureur général[9]
- 1932 : La Mystérieuse Lady, pièce en 3 actes d'Alfred Gragnon et A. Falti, au théâtre de la Potinière (13 juin) : le colonel Le Roy[10],[11]
- 1932 : Édition spéciale, comédie dramatique de Louis Weitzenkorn, adaptation française d'Henry Torrès, mise en scène de M. Wyn, au théâtre des Ambassadeurs (7 octobre) : Mr Weeks[12]
- 1933 : Tantale, pièce en 3 actes et 5 tableaux d'Albert-Jean, au théâtre de l'Oeuvre (4 mai) : le clochard / l'ex-roi
- 1933 : Plaisirs d'amour, comédie en 3 actes de Claude Dazil, mise en scène d'Andrée Méry, au théâtre des Arts (24 novembre 1933-1er février 1934) : Maître Darcy (110 représentations)[13]
- 1934 : Les Jeux sont faits, comédie en trois actes d'Andrée Méry, au théâtre de la Potinière (14 juin) : M. de Jarzan[14]

## Carrière au cinéma
- 1933 : Le Crime du chemin rouge de Jacques Séverac
- 1933 : L'Agonie des aigles de Roger Richebé : le général Grandaye de la Bretonnière
- 1934 : Le Scandale de Marcel L'Herbier : l'avocat du comte Artanezzo
- 1934 : Fédora de Louis J. Gasnier :
- 1934 : La Châtelaine du Liban de Jean Epstein : le colonel Maret
- 1934 : La Flambée de Jean de Marguenat : le baron Stettin
- 1934 : Le Train de 8 heures 47 de Henry Wulschleger : le colonel
- 1934 : La Banque Némo de Marguerite Viel : le ministre
- 1934 : Le Prince Jean de Jean de Marguenat : le comte d'Osterwick
- 1934 : Chanson d'Ar-mor de Jean Epstein : le comte André
- 1935 : La Marche nuptiale de Mario Bonnard : le fondé de pouvoir
- 1935 : Pension Mimosas de Jacques Feyder : un convive au banquet
- 1935 : Le Mystère Imberger de Jacques Séverac
- 1935 : Deuxième Bureau de Pierre Billon : le général von Raugwitz[15]
- 1935 : J'aime toutes les femmes de Carl Lamac : Monseigneur G. Bonfield
- 1935 : Kœnigsmark de Maurice Tourneur : le prince Tumène
- 1935 : Lucrèce Borgia de Abel Gance : le baron de Villeneuve
- 1935 : Le Domino vert de Henri Decoin et Herbert Selpin
- 1936 : Valse royale de Jean Grémillon : le comte de Thalberg
- 1936 : Les Bateliers de la Volga de Vladimir Strijevski : le juge
- 1936 : Les Pattes de mouches de Jean Grémillon : Vanhove[16]
- 1936 : L'Argent de Pierre Billon : Mazaut
- 1936 : Les Loups entre eux de Léon Mathot : le général von Raugwitz[17]
- 1936 : Bach détective de René Pujol : Durandel
- 1936 : Quand minuit sonnera de Léo Joannon
- 1936 : Puits en flammes de Victor Tourjansky : le baron Stirbey
- 1937 : La Loupiote de Jean Kemm et Jean-Louis Bouquet : Valcour
- 1937 : L'Homme à abattre de Léon Mathot : le général von Raugwitz
- 1937 : Le Cantinier de la coloniale de Henry Wulschleger : le marquis
- 1937 : La Fille de la Madelon de Jean Mugeli et Georges Pallu : le colonel
- 1937 : Les Perles de la couronne de Sacha Guitry et Christian-Jacque : Tallien[18]
- 1938 : La Tragédie impériale de Marcel L'Herbier : le grand-duc Nikolaï
- 1938 : Légions d'honneur de Maurice Gleize : le colonel assesseur
- 1938 : Les Gens du voyage de Jacques Feyder : Gaëtan
- 1938 : Café de Paris d'Yves Mirande et Georges Lacombe : le médecin
- 1938 : Alerte en Méditerranée de Léo Joannon : l'amiral
- 1938 : Firmin, le muet de Saint-Pataclet de Jacques Séverac : Gérard
- 1938 : L'Île des veuves de Claude Heymann : Sanders
- 1938 : Katia de Maurice Tourneur : le chambellan
- 1939 : Le monde tremblera de Richard Pottier : un ingénieur